# Федя Филкова
Федя Райкова Филкова-Кънчева е българска поетеса и преводачка от немски език.

## Биография
Родена е на 10 март 1950 г. в с. Малка Брестница, област Ловеч. Завършва немска филология в Софийския държавен университет. Авторка е на стихосбирките „Цветя с очите на жени“ (1982, 2004), „Нежен въздух“ (1986), „Рисунки в мрака“ (1990) и „Крехко разпятие“ (2000).
Превела е над двадесет книги с немскоезична поезия и проза: Гьоте, Новалис, Ингеборг Бахман, Илзе Айхингер, Ернст Яндл, Криста Волф и други.
През 1991 година е удостоена с Годишната награда за художествен превод на Съюза на преводачите в България. През 1995 година получава Австрийска държавна награда за художествен превод.
Съпруга на поета и преводач Николай Кънчев (1936 – 2007). От 2007 г. организира, заедно с актьора Милен Миланов, ежегодния Поетичен Никулден, а от 2012 г. присъжда Наградата за нова българска поезия „Николай Кънчев“.
Умира на 16 декември 2020 г. в София.